# Er-Regima
Er-Regima o Ar Rajma o Ar Rajmah è un centro abitato della Libia, nella regione della Cirenaica, 25 chilometri a Est rispetto al centro di Bengasi.

## Storia
Nel 1920 fu stipulato l'omonimo accordo tra il governo italiano ed esponenti dei Senussi che sanciavano il riconoscimento delle regioni di Cirenaica e Tripolitania ed una parziale autonomia pur attribuendone la nazionalità italiana.